# Mario Valentić

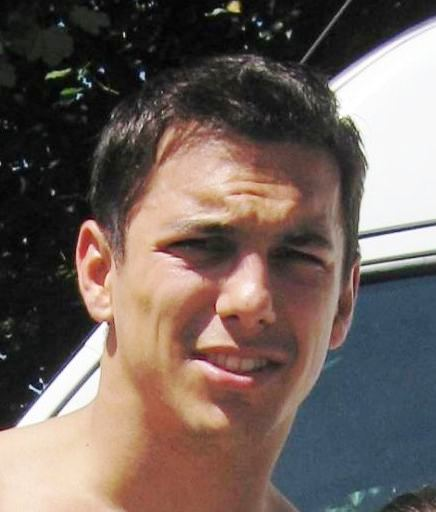
Mario Valentić, 2006

Mario Valentić (* 31. August 1980 in Sisak) ist ein kroatischer Schauspieler und Model.

## Leben
Valentić begann seine Karriere als Modell und wurde 2002 Mr. Tourismus und 2003 Mr. Kroatien. Seine erste Rolle im Fernsehen bekam er als intriganter Geschäftsmann Borna Novak in der Seifenoper Zabranjena ljubav von RTL Televizija. Er spielte dort sie ganze Serie hindurch mit. Eine weiter Rolle erhielt er in der Sitcom Nad lipom 35 von Nova TV. Er hatte außerdem Gastauftritte in Serien wie Bibin svijet und Hitna 94. In der Telenovela Dolina sunca spielte er ebenfalls den Bösewicht.
2008 nahm er mit Ana Herceg an der Tanzshow Ples sa zvijezdama teil, welche sie schließlich auch gewannen.
Mario Valentić war von 2007 bis 2013 mit seiner Schauspielkollegin Mirna Maras verheiratet. Das Paar hat einen gemeinsamen Sohn namens Niko.

## Filmografie
Fernsehauftritte:
- 2004: Villa Maria
- 2004–2008: Zabranjena ljubav
- 2008: Bibin svijet
- 2008: Hitna 94
- 2008–2009: Nad lipom 35
- 2009–2010: Dolina sunca

Filmrollen:
- 2006: U tišini
- 2010: Smash